# Râul Saraoschi
Râul Saraoschi este un curs de apă, afluent al Dunării. 